# Travis Mayer
Travis Mayer, född den 22 februari 1982 i Buffalo, New York, USA, är en amerikansk freestyleåkare.
Han tog OS-silver i herrarnas puckelpist i samband med de olympiska freestyletävlingarna 2002 i Salt Lake City.